# Districte de Chennai

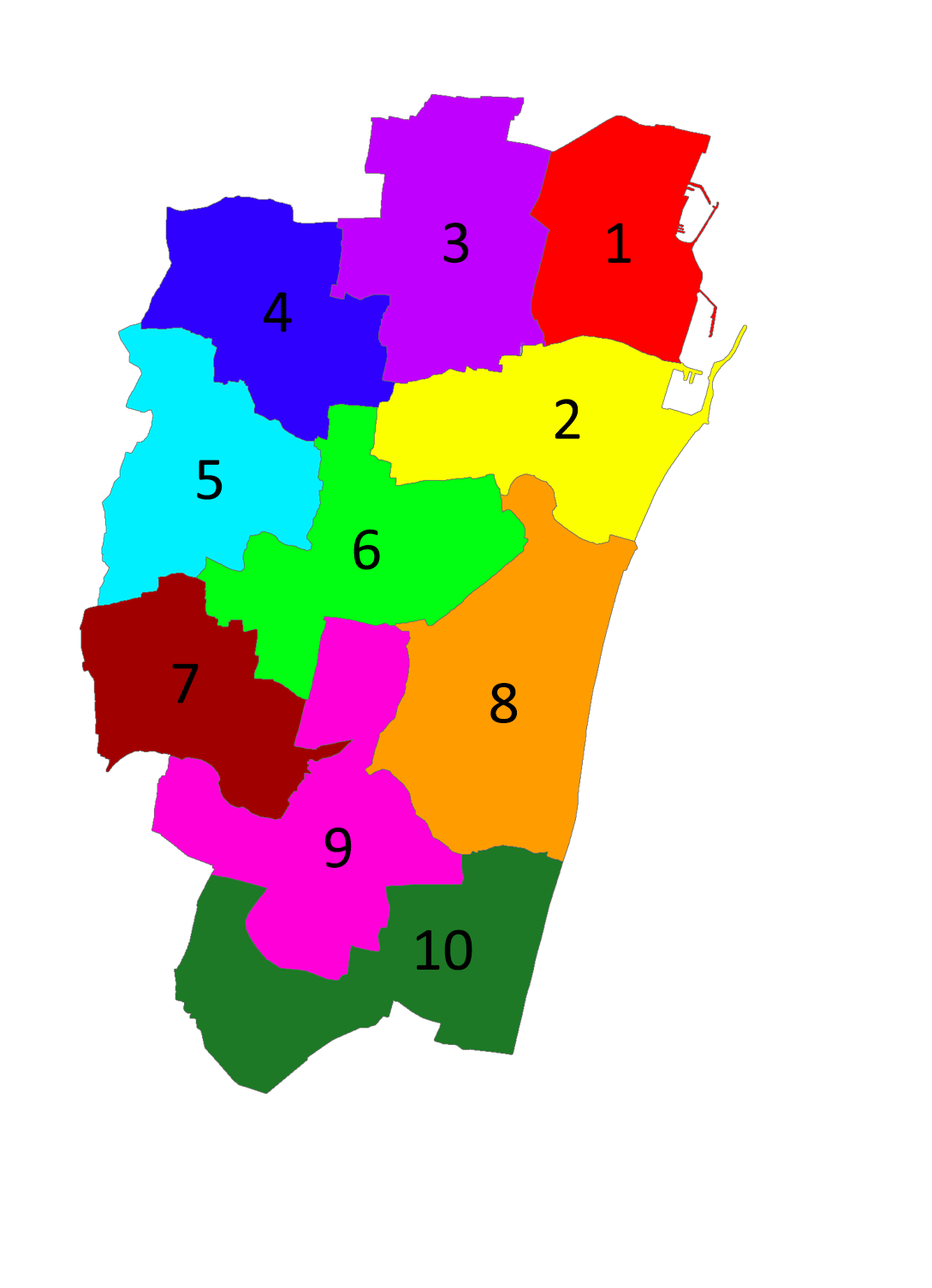
Divisions del districte de Chennai.
1. Egmore-Nungambakam
2. Fort Tondiarpet
3. Mambalam-Guindy
4. Mylapore-Triplicane
5. Perambur-Purasawalkkam.

El districte de Chennai és una divisió administrativa de l'Índia a l'estat de Tamil Nadu, el més petit però més poblat dels districtes de l'estat. El districte està format exclusivament per la ciutat i administrat per la Corporació Municipal de Chennai i, per tant, no té una administració de districte superposada i les funcions del districte són merament fiscals recaptadores.
A efectes administratius està constituït en tres divisions (Chennai North, Chennai Central i Chennai South), cinc talukes (Fort-Tondiarpet, Perambur-Purasawalkam, Egmore-Nungambakkam, Mambalam-Guindy i Mylapore-Triplicane) i deu zones.
La superfície del districte és de 178,2 km² és a dir la mateixa virtualment que la ciutat. Està situat a la costa de Coromandel amb una costa de 25,6 km, regada pels rius Cum o Cooum al nord i Adyar al sud, i pel canal Buckingham, a més a més d'un torrent anomenat Otteri Nullah. La població el 2001 era de 4.343.645 (24,375 persones per km²) 

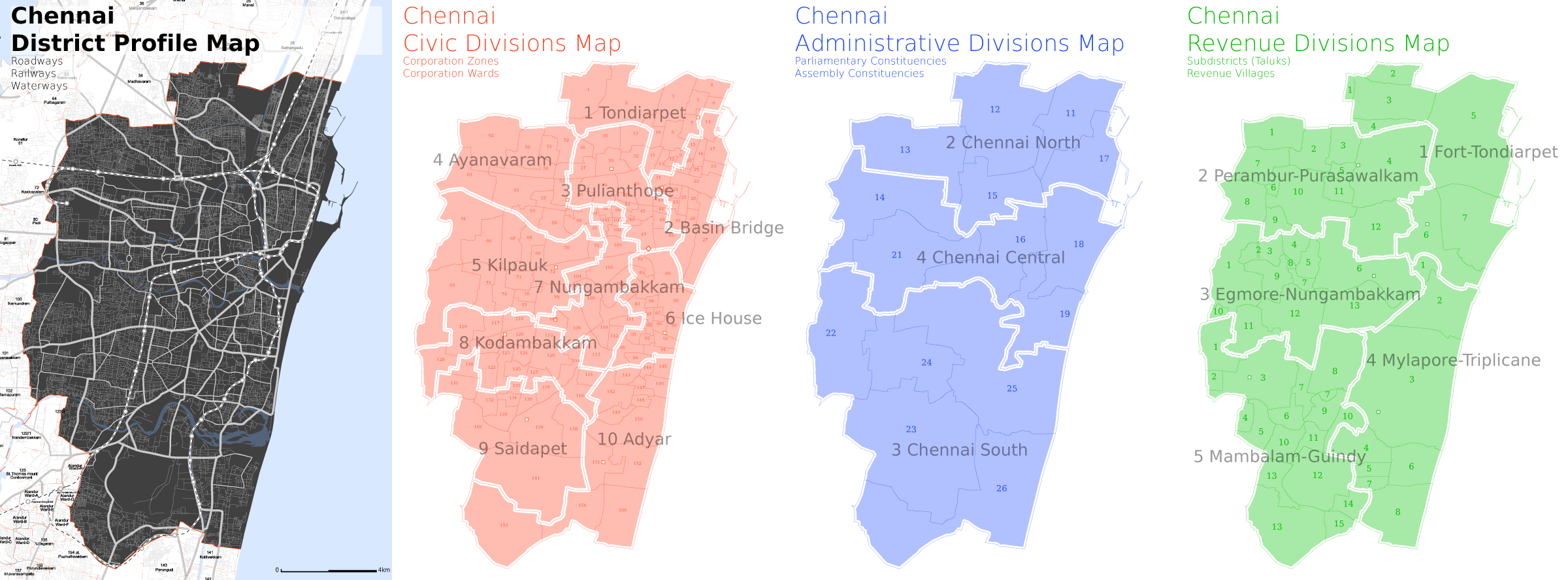
Mapes del Districte de Chennai

Per la seva història vegeu Chennai